# Unterauersbach

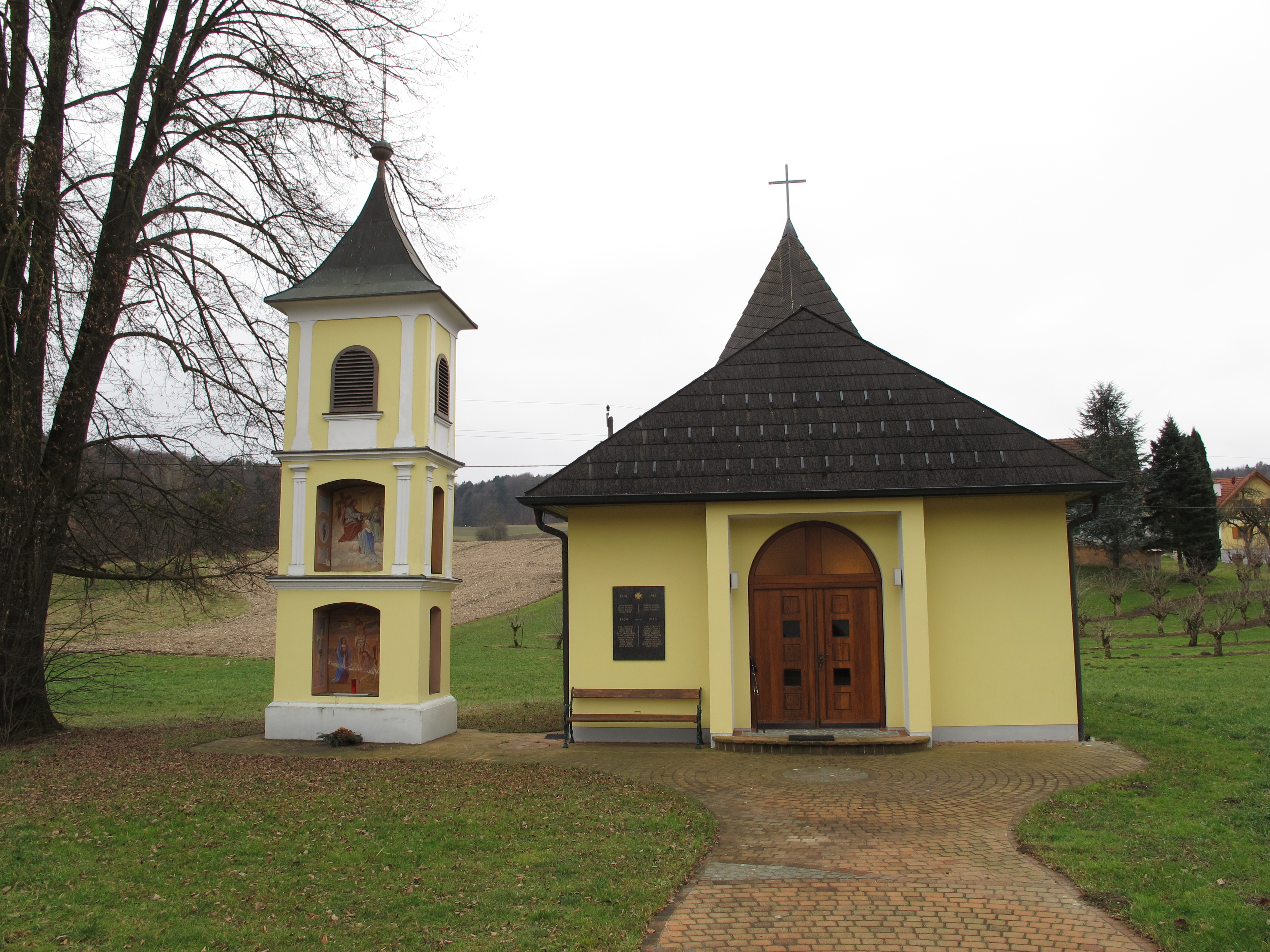
Kapelle Unterauersbach

Unterauersbach war bis 31. Dezember 2014 eine selbständige Gemeinde mit 432 Einwohnern (Stand: 31. Oktober 2013)
im Südosten der Steiermark im Bezirk Südoststeiermark. Im Rahmen der Gemeindestrukturreform in der Steiermark wurde die Gemeinde mit 1. Jänner 2015 mit den Gemeinden Aug-Radisch, Baumgarten bei Gnas, Grabersdorf, Maierdorf, Poppendorf, Raning und Trössing bei der Gemeinde Gnas eingemeindet. Grundlage dafür war das Steiermärkische Gemeindestrukturreformgesetz – StGsrG.

## Geografie
Unterauersbach liegt ca. 34 km südöstlich von Graz und ca. 13 km südwestlich der Bezirkshauptstadt Feldbach im Oststeirischen Hügelland.

### Gliederung
Das Gemeindegebiet umfasste folgende drei Ortschaften (in Klammern Einwohnerzahl, Stand 1. Jänner 2024):
- Glatzental (126)
- Oberauersbach (84)
- Unterauersbach (220)

Die Gemeinde bestand aus der einzigen Katastralgemeinde Unterauersbach.

### Nachbargemeinden und -orte
- im Norden: Baumgarten bei Gnas
- im Osten: Gnas und Raning
- im Süden: Aug-Radisch
- im Westen: Jagerberg und Schwarzau im Schwarzautal

## Politik
Der mit 31. Dezember 2014 aufgelöste Gemeinderat bestand aus neun Mitgliedern und setzte sich seit der Gemeinderatswahl 2010 aus Mandaten der folgenden Parteien zusammen:
- 7 ÖVP
- 2 Gemeindeliste Unterauersbach (GLU)

## Wappen
Die Verleihung des Gemeindewappens erfolgte mit Wirkung vom 1. August 1993.
Wappenbeschreibung:
„In blauem Schild wachsend ein rautenförmiger goldener Firstreiter mit Knauf, drei durchbrochenen Rosen in der Mitte und aufgesteckter Lilie.“